# Juan Perón
Juan Domingo Perón (n. 8 octombrie 1895, Lobos⁠(d), Buenos Aires, Argentina – d. 1 iulie 1974, Vicente López Partido⁠(d), Buenos Aires, Argentina) a fost un om de stat argentinian, de 2 ori președinte al Argentinei, în perioada 1946-1955 și în perioada 1973-1974. 
Un militar de carieră, el a mai ocupat funcția de ministru al Muncii în cadrul guvernului militar din 1943 și funcția de vicepreședinte al Argentinei. Primul său mandat ca președinte al Argentinei s-a încheiat dezastruos, fiind exilat în urma unei lovituri de stat. Se reîntoarce în Argentina în 1973, fiind reales ca președinte, însă mandatul său a durat mai puțin de 9 luni, murind în 1974. 

## Viața

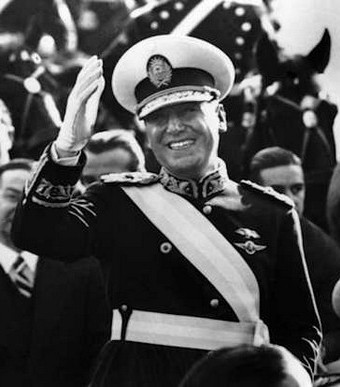
Juan Domingo Perón în 1946

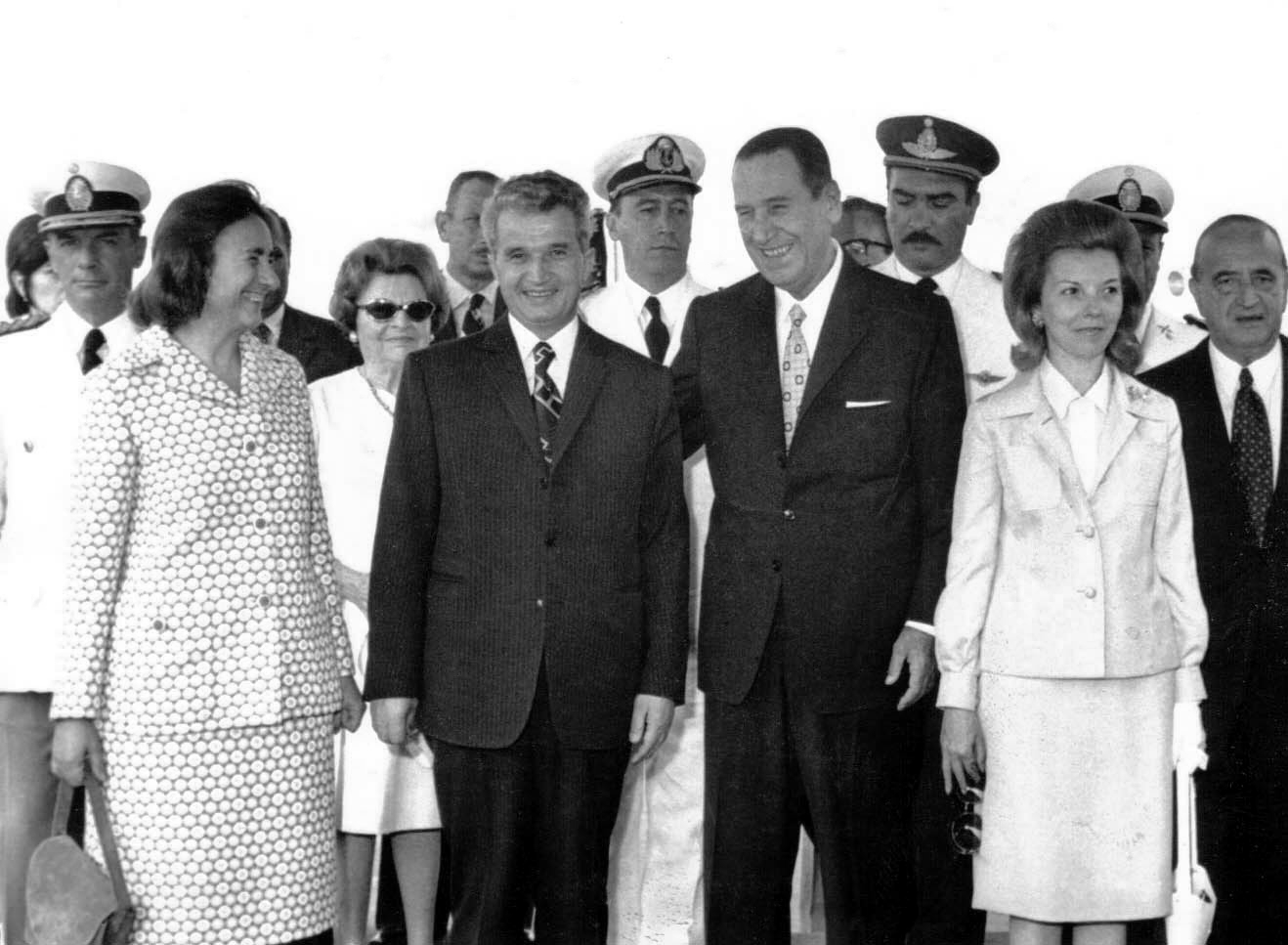
Familiile Ceaușescu și Perón pe o fotografie comună

Juan Peron s-a născut în 1895, în Lobos, provincia Buenos Aires, Argentina, ca fiu al fermierului Tomas Peron, a cărui familie era originară din Sardinia, și a Juanei Sosa, a cărei familie era originară din Castilia. În 1911 este admis la Colegiul Militar din Buenos Aires, iar după 2 ani îl absolvă cu gradul de sublocotenent. În 1926 este admis la Escuela Superior de Guerra din Buenos Aires, pe care o absolvă în 1929. În același an se căsătorește cu prima sa soție, Aurelia Tizon.

## Cariera militară
În 1930 devine profesor de Istorie militară la Escuela Superior de Guerra. În perioada 1930-1935 ocupă funcția de secretar în cadrul Ministerului Apărării. În perioada 1936-1939 este atașat militar în câteva țări europene, printre care și Germania și Italia, unde devine simpatizant al ideilor fasciste ale lui Mussolini. La întoarcerea în țară înființează „El Grupo de Oficiales Unidos” (GOU). Participă activ în cadrul loviturii de stat militare din 1943, primind mai multe posturi în cadrul guvernului militar din 1943, de la postul de subsecretar în cadrul Ministerului Apărării la cel de vicepreședinte al Argentinei și Ministru al Războiului. În 1945 este înlăturat și închis, fiind eliberat cu ajutorul concubinei sale, viitoarea Eva Peron, care a organizat proteste populare masive. În 1946 este ales ca președinte al Argentinei. 

## Primul mandat
La 24 februarie 1946 este ales ca președinte al Argentinei. În cadrul discursului său, Peron a declarat că dorește independența economică a Argentinei și egalitate socială. În primii 2 ani a naționalizat Banca Centrală a Argentinei, Căile Ferate, flota comercială și întreg transportul public, a plătit datoria externă a țării și a inițiat numeroase reforme sociale și economice. A modernizat principalele ramuri ale economiei și a înființat numeroase spitale. Inițial, Argentina a avut o creștere economică spectaculoasă, datorată creșterii rapide ale exporturilor, însă creșterea economică a fost de scurtă durată. La începutul anilor 1950 exporturile au scăzut, iar economia argentiniană a început să stagneze. În primul mandat, Juan Peron a acordat azil politic unui număr mare de ofițeri naziști, ceea ce a atras numeroase critici din partea comunității internaționale.

## Exilul
În urma unor critici tot mai virulente din partea oponenților, care îl acuzau de autoritarism și de demagogie, în 1955, 3 generali argentinieni organizează o lovitură de stat, în urma căreia Juan Peron este exilat. Trăiește ceva timp în Paraguay, Venezuela și Republica Dominicană, după care se mută în 1958 la Madrid, unde o cunoaște pe Izabela Martinez, care urma să devină a treia sa soție și succesorul lui la președinția Argentinei în 1974.

## Al doilea mandat
La 11 martie 1973 în Argentina sunt organizate alegeri, în urma cărora Hector Jose Camporra, un apropiat al lui Peron, este ales. Acesta organizează alegeri anticipate în octombrie al aceluiași an, când Peron revine și este reales ca președinte. Moare la 1 iulie 1974, fiind succedat de soția sa, Isabel Perón.

## Distincții
- Ordinul „Steaua Republicii Socialiste România” clasa I (1 martie 1974)[12]